# Ферт-оф-Клайд
Ферт-оф-Клайд (Клейдский залив, англ. Firth of Clyde, гэльск. Linne Chluaidh, скотс Firth o Clyde) — залив Ирландского моря у западных берегов Шотландии. Отделён от Атлантического океана полуостровом Кинтайр. Ширина залива у входа — 42 км. В верхней части образует фьорды Лох-Файн, Лох-Стривен, Лох-Лонг, Гэр-Лох и другие. В залив впадает река Клайд, через канал соединяющая его с заливом Ферт-оф-Форт.

## Города
Ферт-оф-Клайд омывает территории областей Аргайл-энд-Бьют, Норт-Эршир и Саут-Эршир. Наиболее значительные населённые пункты, расположенные на берегах залива: Ардроссан, Бродик, Герван, Гринок, Данбартон, Данун, Кэмпбелтаун, Кардросс, Престуик, Ренфру, Ротсей, Трун, Хеленсборо, Эр.

## Острова
В заливе расположено несколько островов, самые крупные — Арран и Бьют.